# 삼풍넥서스빌딩

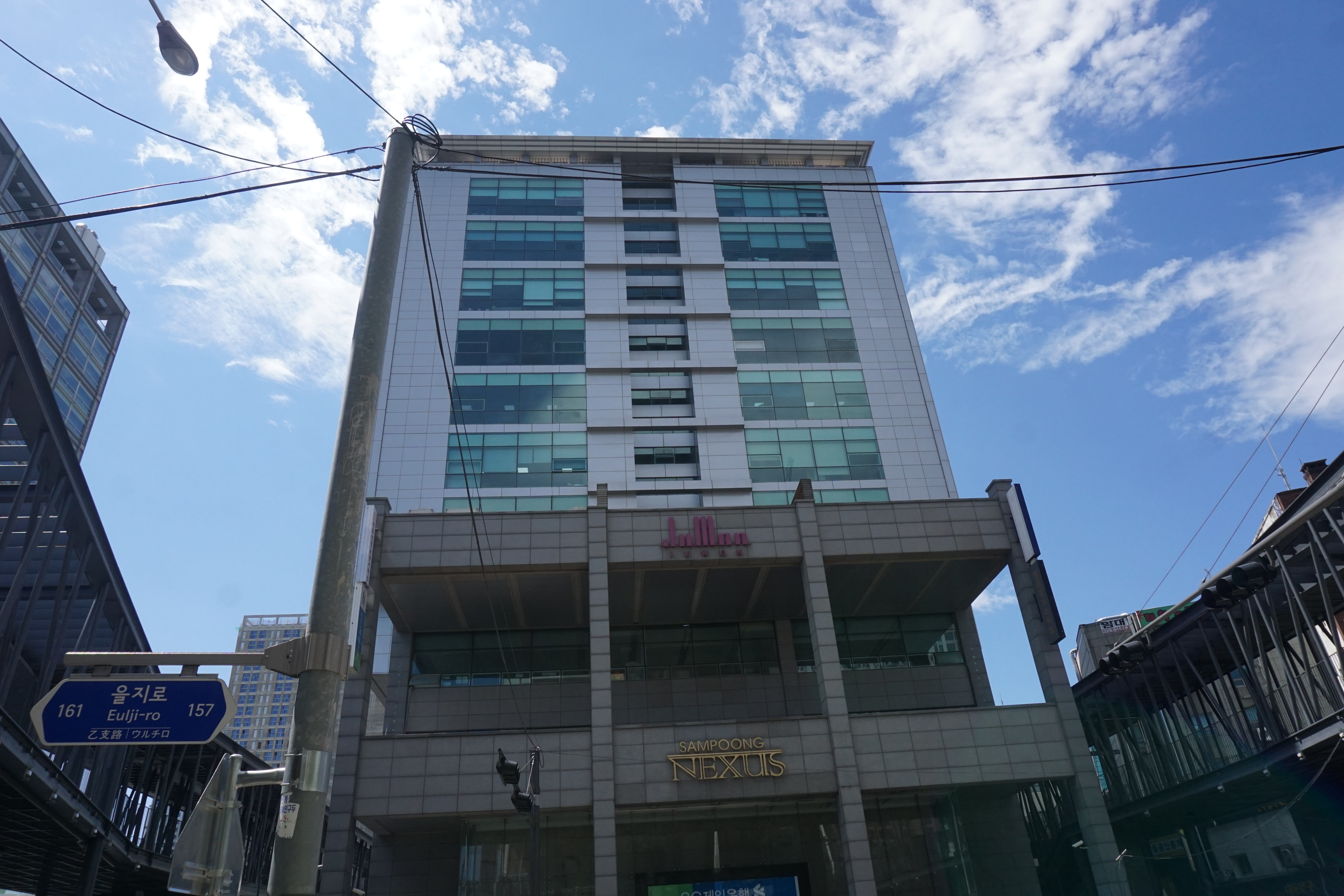
삼풍넥서스빌딩

삼풍넥서스빌딩은 을지로 4가에 있는 빌딩으로, 1969년 이준이 설립한 삼풍건설이 준공하였다. 준공 당시 이름은 삼풍상가였고, 2006년에 리모델링을 거쳐 현재는 오피스 권역 중 하나로 자리잡고 있다. 대림상가 기준 남쪽에 있으며 공중보교도로 대림상가와 연결되어 있다.